# Łaura Almaganbietowa
Łaura Żaksyłykowna Almaganbietowa (ros. Лаура Жаксылыковна Альмаганбетова; ur. 14 stycznia 1999) – kazachska zapaśniczka walcząca w stylu wolnym.
Brązowa medalistka mistrzostw Azji w 2024. Mistrzyni mistrzostw Azji U-23 w 2022. Trzecia na MŚ kadetów w 2015 roku.